# Maleč
Maleč (německy Maletsch) je obec v okrese Havlíčkův Brod v Kraji Vysočina. Žije zde 620 obyvatel. Obcí protéká Blatnický potok, který je pravostranným přítokem řeky Doubravy.

## Historie
První písemná zmínka o obci pochází z roku 1278. Středověkou tvrz neznámé podoby dal koncem 17. století Augustin Norbert Voračický z Paběnic nahradit novostavbou barokního zámku, který později získali Auerspergové a po nich František Ladislav Rieger, jehož potomkům byl roku 1948 zkonfiskován a po roce 1991 navrácen.
V letech 1869-1960 sem příslušela jako osada Blatnice, od roku 1961 je částí této obce.

## Fotogalerie

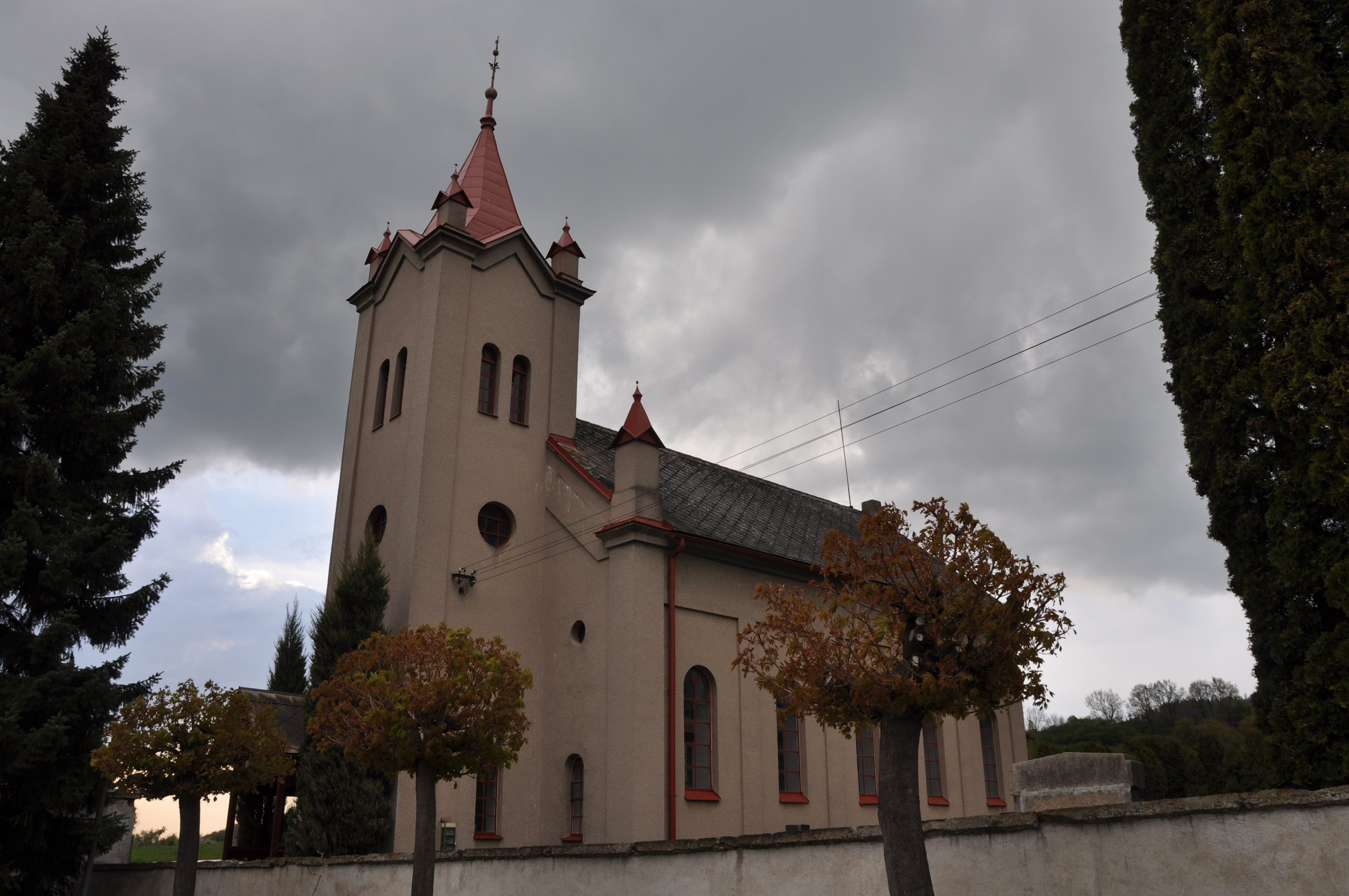
Protestantský kostel
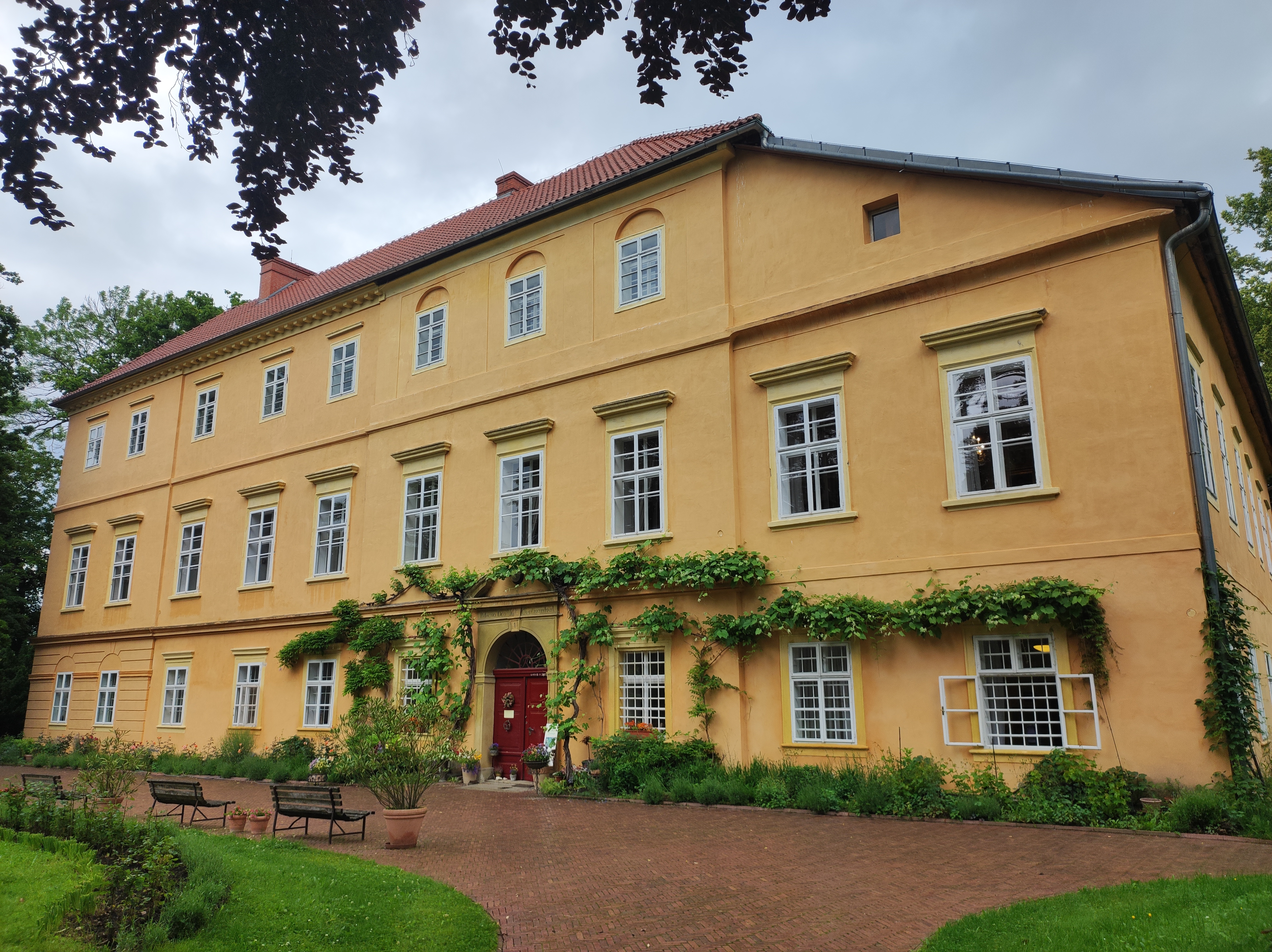
Zámek
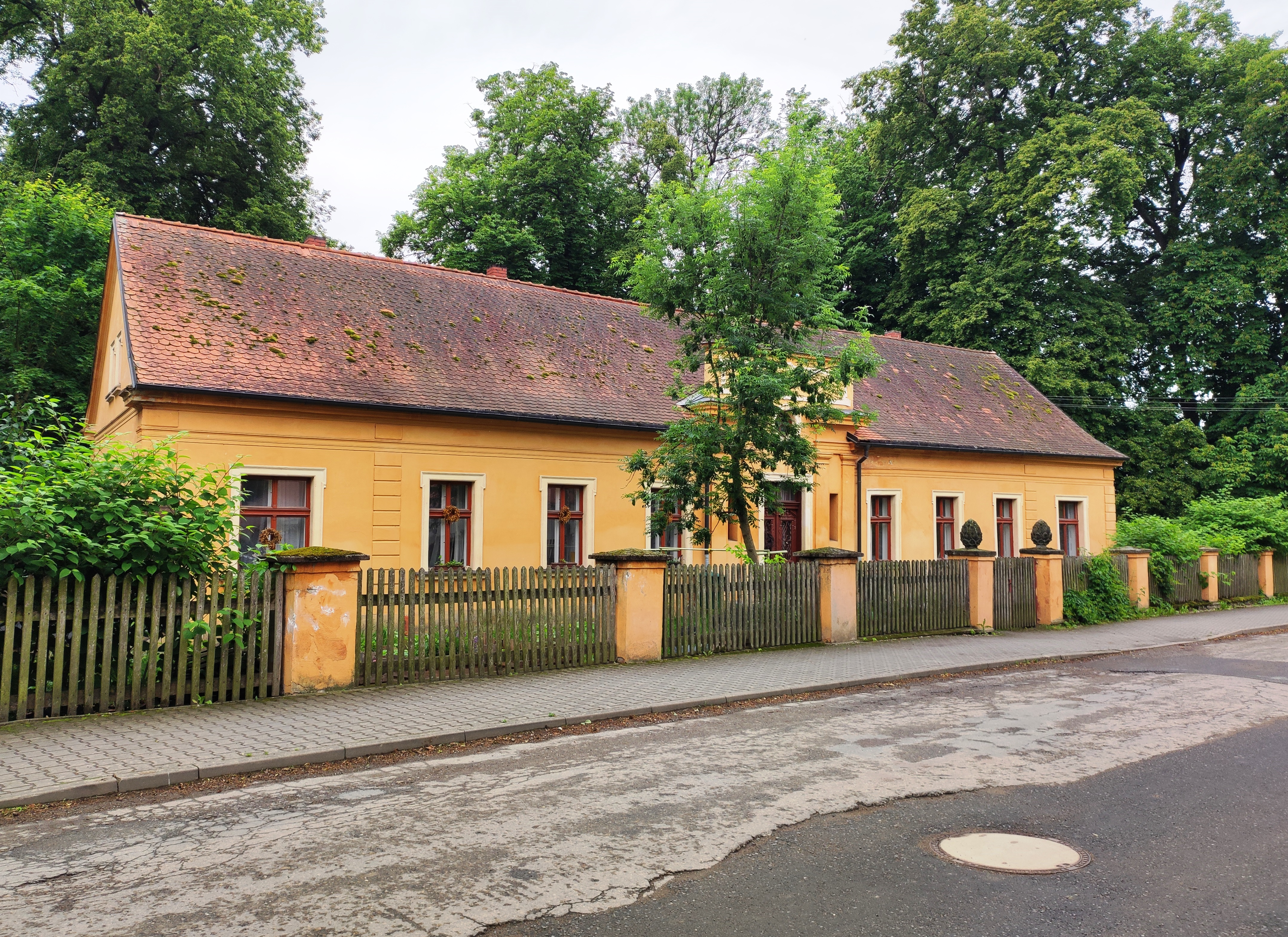
Panský dům
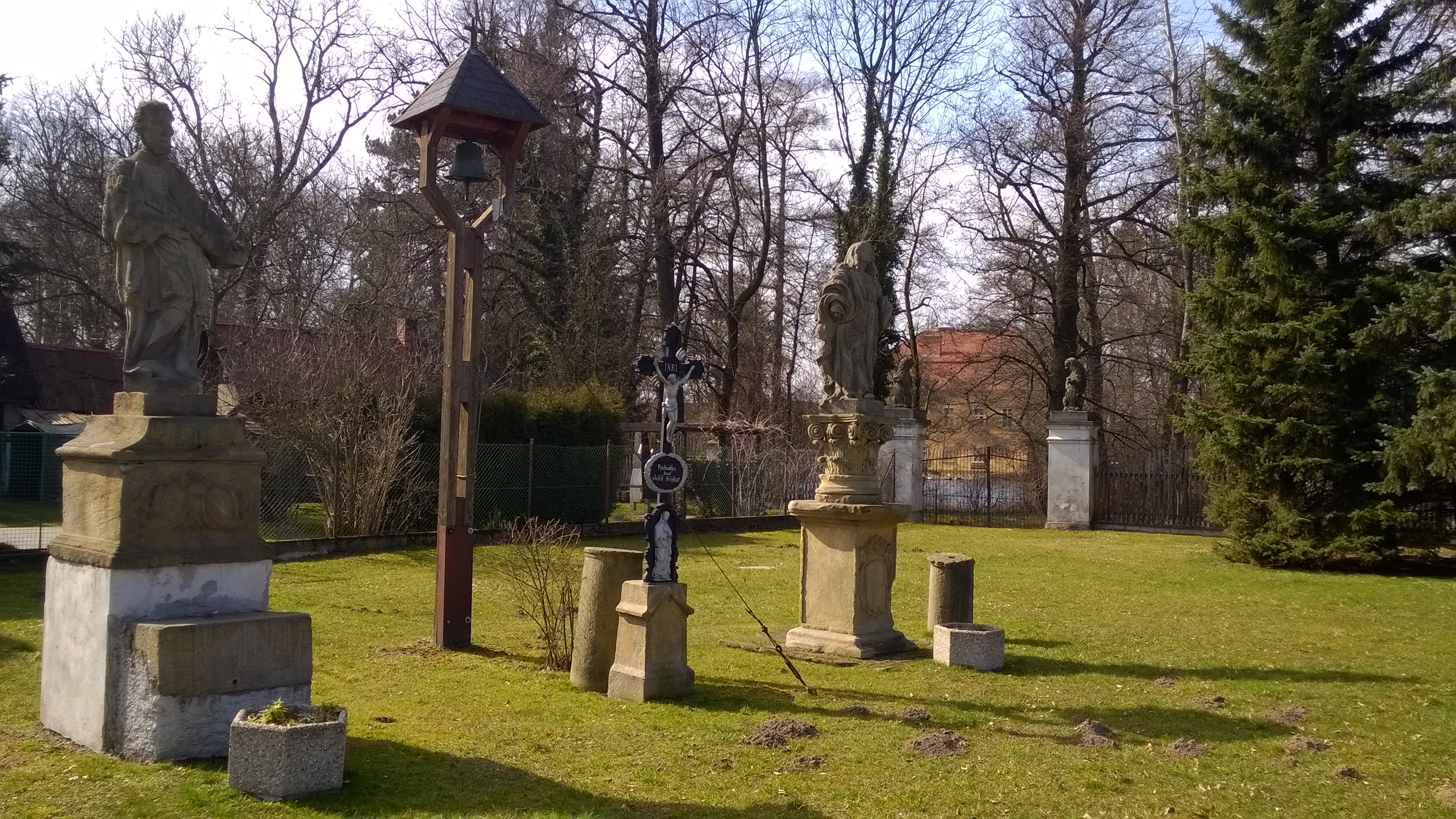
Sochy Panny Marie a Jana Nepomuckého

## Obyvatelstvo
| Rok            | 1869 | 1880 | 1890 | 1900 | 1910 | 1921 | 1930 | 1950 | 1961 | 1970 | 1980 | 1991 | 2001 | 2006 | 2014 |
| Počet obyvatel | 1052 | 1165 | 1059 | 1069 | 1115 | 1182 | 991  | 752  | 780  | 733  | 733  | 724  | 698  | 721  | 669  |

## Části obce
- Maleč
- Blatnice
- Dolní Lhotka
- Horní Lhotka
- Hranice
- Jeníkovec
- Předboř

## Školství
- Základní škola a Mateřská škola Maleč

## Pamětihodnosti
- Zámek Maleč
- Socha Panny Marie
- Socha svatého Jana Nepomuckého na návsi